# Стинкуца
Стинкуца (рум. Stâncuța) — село у повіті Сучава в Румунії. Входить до складу комуни Зворіштя.
Село розташоване на відстані 375 км на північ від Бухареста, 17 км на північ від Сучави, 122 км на північний захід від Ясс.

## Населення
За даними перепису населення 2002 року у селі проживали 182 особи, усі — румуни. Усі жителі села рідною мовою назвали румунську.